# روث هولدن
روث هولدن (بالإنجليزية: Ruth Holden)‏ هي ممرضة أمريكية، ولدت في 27 نوفمبر 1890 في أتلبورو في الولايات المتحدة، وتوفيت في 21 أبريل 1917 في روسيا.